# Campionato Italiano Rally 2012
Il campionato italiano rally (C.I.R) 2012 si snoda su 8 gare, 5 su asfalto e 3 su terra, distribuite su tutto il territorio nazionale. Concorrono al Campionato Italiano le vettura di classe S2000, gruppo N ed R mentre sono escluse le WRC.

## Le vetture
Le vetture di punta usate in questo campionato sono le S2000 che sono dotate di trazione integrale e motori aspirati non superiori a 2000 cm³. Le vetture di questa categoria sono la Peugeot 207, la Grande Punto Abarth, la Škoda Fabia S2000, la Ford Fiesta S2000 e la Proton Satria S2000.
Dopo le S2000 troviamo le N4 (Gruppo N), auto con motori turbo e cilindrata 2500+ dove gareggiano le Mitsubishi Lancer EVO 9-10, le Subaru Impreza e, da quest'anno, la Renault Mégane Rs (unica ad essere provvista di sola trazione anteriore).
In grande crescita anche il gruppo R, con la presenza di Clio R3C, Citroën DS3 R3, Peugeot 207 R3, Citroën C2 R2B, Abarth 500 R3T, Ford Fiesta R2, Renault Twingo R2B, Škoda Fabia R2 e Renault Twingo R1B.

## Il calendario
La stagione 2012 si compone di 8 prove, rispetto alla stagione 2011 vengono esclusi il Rally del Salento ed il Rally del Friuli e delle Alpi Orientali mentre rientrano il Rally di Sanremo ed il Rally dell'Adriatico.
| Tappa | Data            | Rally                              | Sede Rally               | Validità    | Vincitore          |
| ----- | --------------- | ---------------------------------- | ------------------------ | ----------- | ------------------ |
| 01    | 22-24 marzo     | Rally del Ciocco                   | Castelnuovo Garfagnana   | JUN/PRO/IND | Paolo Andreucci    |
| 02    | 19-21 aprile    | Rally 1000 Miglia                  | Brescia                  | JUN/PRO     | Giandomenico Basso |
| 03    | 18-19 maggio    | Rally dell'Adriatico               | Cingoli                  | JUN/PRO/IND | Paolo Andreucci    |
| 04    | 14-16 giugno    | Rally Targa Florio                 | Termini Imerese          | JUN/PRO/IND | Giandomenico Basso |
| 05    | 29-30 giugno    | Rally San Crispino-Città di Gubbio | Gubbio                   | JUN/PRO/IND | Paolo Andreucci    |
| 06    | 14-15 settembre | Rally di San Martino di Castrozza  | San Martino di Castrozza | PRO/IND     | Umberto Scandola   |
| 07    | 12-13 ottobre   | Rally di Sanremo                   | Sanremo                  | JUN/PRO     | Giandomenico Basso |
| 08    | 16-17 novembre  | Rally Costa Smeralda               | Olbia                    | PRO         | Paolo Andreucci    |

## Iscritti
CIR Assoluto
| Team                        | Costruttore | Auto                    | Pilota               | Co-pilota         | Gomme | Gare    |
| --------------------------- | ----------- | ----------------------- | -------------------- | ----------------- | ----- | ------- |
| Peugeot Italia-Racing Lions | Peugeot     | Peugeot 207 S2000       | Paolo Andreucci      | Anna Andreussi    | P     | 1-8     |
| Racing Lions                | Peugeot     | Peugeot 207 S2000       | Stefano Albertini    | Simone Scattolin  | P     | 2-3,5-8 |
| Movisport                   | Peugeot     | Peugeot 207 S2000       | Rudy Michelini       | Alessandro Giusti | M     | 1       |
| PA Racing                   | Peugeot     | Peugeot 207 S2000       | Alessandro Perico    | Fabrizio Carrara  | P     | 1-4,6-7 |
| Casarano racing             | Peugeot     | Peugeot 207 S2000       | Matteo Gamba         | Emanuele Inglesi  | P     | 1-6     |
| Škoda Italia Motorsport     | Škoda       | Škoda Fabia S2000       | Umberto Scandola     | Guido D'Amore     | M     | 1-8     |
| New Turbomark               | Škoda       | Škoda Fabia S2000       | Marco Signor         | Patrick Bernardi  | M     | 1-2     |
| A-Stile team                | Ford        | Ford Fiesta RRC         | Giandomenico Basso   | Mitia Dotta       | P     | 2,4,6-7 |
| Rally Project               | Mitsubishi  | Mitsubishi Lancer Evo X | Massimiliano Rendina | Mario Pizzuti     | P     | 1-5,7   |
| Best Racing team            | Renault     | Renault Megane RS       | Ivan Ferrarotti      | Manuel Fenoli     | P     | 1-4     |
| Due GI sport                | Renault     | Renault Clio S1600      | Eddie Sciessere      | Francesco Orian   | P     | 1-2     |

Campionato Italiano Junior
| Team              | Costruttore | Auto               | Pilota               | Co-pilota           | Gomme | Gare  |
| ----------------- | ----------- | ------------------ | -------------------- | ------------------- | ----- | ----- |
| Procar            | Citroën     | Citroën DS3 R3     | Simone Campedelli    | Danilo Fappani      | P     | 1-5,7 |
| BP Racing         | Citroën     | Citroën DS3 R3     | Gabriele Cogni       | Silvia Mazzetti     | P     | 1,3,7 |
| Vieffecorse       | Citroën     | Citroën C2         | Andrea Nucita        | Giuseppe Princiotto | M     | 1-5,7 |
| Motor group       | Citroën     | Citroën C2         | Giacomo Cunial       | Mattia Menegazzo    | P     | 1-5   |
| Black Lion Team   | Renault     | Renault New Twingo | Francesco Arati      | Alberto Ialungo     | P     | 1-3   |
| Zerosette         | Renault     | Renault New Twingo | Michele Tassone      | Fabio Grimaldi      | P     | 1-5,7 |
| Meteco Corse      | Renault     | Renault New Twingo | Mikko Pajunen        | Kaj Lindstrom       | P     | 1-5,7 |
| Meteco Corse      | Renault     | Renault New Twingo | Alessandro Bosca     | Roberto Aresca      | P     | 1-4   |
| Sprintweek        | Renault     | Renault New Twingo | Fabrizio Andolfi     | Andrea Casalini     | P     | 1-5,7 |
| Power Car Team    | Renault     | Renault New Twingo | Andrea Carella       | Ilaria Riolfo       | P     | 1-4,7 |
| New Driver racing | Renault     | Renault New Twingo | Davide Arici         | Maurizio Doria      | P     | 1-3   |
| Hawk Racing Club  | Renault     | Renault New Twingo | Alberto Tessarolo    | Paolo Rocca         | P     | 1-2   |
| Hawk Racing Club  | Renault     | Renault New Twingo | Matteo Brunello      | Simone istel        | P     | 1     |
| TRS               | Renault     | Renault New Twingo | Luca Panzani         | Federico Grilli     | P     | 1     |
| Rally Team        | Renault     | Renault New Twingo | Elia Camponogara     | Luana Tonin         | P     | 1     |
| New Turbomark     | Škoda       | Skoda Fabia R2     | Andrea Lussana       | Lorenzo Libretti    | M     | 1     |
| Scuderia Palladio | Ford        | Ford Fiesta R2     | Alessandro Nicoletti | Marco Peruzzi       | M     | 1     |

Equipaggi non iscritti a campionato
| Team                   | Costruttore | Auto                      | Pilota             | Co-pilota           | Gomme | Gare |
| ---------------------- | ----------- | ------------------------- | ------------------ | ------------------- | ----- | ---- |
| Team D'ambra           | Abarth      | Abarth Grande Punto S2000 | Fabrizio Nannini   | Stefano Pecchioli   | P     | 1    |
| Happy racer            | Peugeot     | Peugeot 207 S2000         | Luca Betti         | Maurizio Barone     | M     | 2    |
| Mirabella Mille Miglia | Peugeot     | Peugeot 207 S2000         | Gianluigi Niboli   | Marco Piardi        | M     | 2    |
| Mirabella Mille Miglia | Peugeot     | Peugeot 207 S2000         | Paolo Comini       | Andrea Fascio       | M     | 2    |
| Top Lake               | Škoda       | Škoda Fabia S2000         | Cristiano Manzini  | Michele Lucchi      | P     | 2    |
| Rally Company          | Ford        | Ford Fiesta S2000         | Paolo Aldeghi      | Luca Parodi         | P     | 2    |
| Movisport              | Peugeot     | Peugeot 207 S2000         | Mauro Trentin      | Alice De Marco      | P     | 3,5  |
| Publimedia             | Peugeot     | Peugeot 207 S2000         | Daniele Ceccoli    | Marco Miraella      | M     | 3    |
| Movisport              | Škoda       | Škoda Fabia S2000         | Loris Baldacci     | Alessandro Biordi   |       | 3    |
| ProRace                | Ford        | Ford Fiesta S2000         | Massimiliano Tonso | Daniele De Luis     |       | 3,5  |
| Rally Team             | Peugeot     | Peugeot 207 S2000         | Giacomo Costenaro  | Giacomo Ciucci      |       | 3,5  |
| Porto Cervo Team       | Škoda       | Škoda Fabia S2000         | Giuseppe Dettori   | Carlo Pisano        | M     | 3,5  |
| Concordia Motorsport   | Abarth      | Abarth Grande Punto S2000 | Salvatore Riolo    | Francesco Picarella | M     | 4    |
| New Turbomark Team     | Peugeot     | Peugeot 207 S2000         | Marco Runfola      | Giovanni Lo Neri    | P     | 4    |
| Team Pro Race          | Ford        | Ford Fiesta S2000         | Renato Travaglia   | Marco Zortea        | Y     | 5    |

## Risultati e classifiche

### Risultati
| Colore  | Superficie Rally |
| ------- | ---------------- |
| Oro     | Terra            |
| Argento | Asfalto          |

| Round | Nome rally                                        | Podio | Podio              | Podio             | Podio     | Statistiche | Statistiche | Statistiche | Statistiche |
| Round | Nome rally                                        | Pos.  | Pilota             | Auto              | Tempo     | PS          | Lungh.      | Partiti     | Arrivati    |
| --- | ------------------------------------------------- | ----- | ------------------ | ----------------- | --------- | ----------- | ----------- | ----------- | ----------- |
| 1 | Rally del Ciocco (22-24 marzo)                    | 1     | Paolo Andreucci    | Peugeot 207 S2000 | 1:55:53.3 | 13          | 160.90 km   | 47          | 32          |
| 1 | Rally del Ciocco (22-24 marzo)                    | 2     | Umberto Scandola   | Škoda Fabia S2000 | 1:56:20.2 | 13          | 160.90 km   | 47          | 32          |
| 1 | Rally del Ciocco (22-24 marzo)                    | 3     | Alessandro Perico  | Peugeot 207 S2000 | 1:57:19.8 | 13          | 160.90 km   | 47          | 32          |
| |                                                   |       |                    |                   |           |             |             |             |             |
| 2 | Rally 1000 Miglia (14-16 aprile)                  | 1     | Giandomenico Basso | Ford Fiesta RRC   | 3:00:28.2 | 15          | 256.63 km   | 56          | 36          |
| 2 | Rally 1000 Miglia (14-16 aprile)                  | 2     | Paolo Andreucci    | Peugeot 207 S2000 | 3:01:46.5 | 15          | 256.63 km   | 56          | 36          |
| 2 | Rally 1000 Miglia (14-16 aprile)                  | 3     | Umberto Scandola   | Škoda Fabia S2000 | 3:02:22.5 | 15          | 256.63 km   | 56          | 36          |
| |                                                   |       |                    |                   |           |             |             |             |             |
| 3 | Rally dell'Adriatico (18-19 maggio)               | 1     | Paolo Andreucci    | Peugeot 207 S2000 | 1:22:14.2 | 10          | 122,47 km   | 45          | 31          |
| 3 | Rally dell'Adriatico (18-19 maggio)               | 2     | Umberto Scandola   | Škoda Fabia S2000 | 1:22:47.0 | 10          | 122,47 km   | 45          | 31          |
| 3 | Rally dell'Adriatico (18-19 maggio)               | 3     | Matteo Gamba       | Peugeot 207 S2000 | 1:24:08.2 | 10          | 122,47 km   | 45          | 31          |
| |                                                   |       |                    |                   |           |             |             |             |             |
| 4 | *Rally Targa Florio (14-16 giugno)                | 1     | Giandomenico Basso | Ford Fiesta RRC   | 1:05:01.6 | 14          | 151.95 km   | 43          | 29          |
| 4 | *Rally Targa Florio (14-16 giugno)                | 2     | Umberto Scandola   | Škoda Fabia S2000 | 1:05:22.6 | 14          | 151.95 km   | 43          | 29          |
| 4 | *Rally Targa Florio (14-16 giugno)                | 3     | Paolo Andreucci    | Peugeot 207 S2000 | 1:05:32.6 | 14          | 151.95 km   | 43          | 29          |
| |                                                   |       |                    |                   |           |             |             |             |             |
| 5 | Rally San Crispino-Città di Gubbio (29-30 giugno) | 1     | Paolo Andreucci    | Peugeot 207 S2000 | 1:26:40.5 | 10          | 125.64 km   | 29          | 23          |
| 5 | Rally San Crispino-Città di Gubbio (29-30 giugno) | 2     | Umberto Scandola   | Škoda Fabia S2000 | 1:27:25.8 | 10          | 125.64 km   | 29          | 23          |
| 5 | Rally San Crispino-Città di Gubbio (29-30 giugno) | 3     | Stefano Albertini  | Peugeot 207 S2000 | 1:28:26.9 | 10          | 125.64 km   | 29          | 23          |
| |                                                   |       |                    |                   |           |             |             |             |             |
| 6 | Rally San Martino di Castrozza (14-15 settembre)  | 1     | Umberto Scandola   | Škoda Fabia S2000 | 1:25:24.5 | 11          | 152.09 km   | 20          | 11          |
| 6 | Rally San Martino di Castrozza (14-15 settembre)  | 2     | Paolo Andreucci    | Peugeot 207 S2000 | 1:25:34.1 | 11          | 152.09 km   | 20          | 11          |
| 6 | Rally San Martino di Castrozza (14-15 settembre)  | 3     | Alessandro Perico  | Peugeot 207 S2000 | 1:27:21.1 | 11          | 152.09 km   | 20          | 11          |
| |                                                   |       |                    |                   |           |             |             |             |             |
| 7 | Rally di Sanremo (12-13 ottobre)                  | 1     | Giandomenico Basso | Ford Fiesta RRC   | 2:19:03.6 | 10          | 204.00 km   | 50          | 38          |
| 7 | Rally di Sanremo (12-13 ottobre)                  | 2     | Alessandro Perico  | Peugeot 207 S2000 | 2:21:17.3 | 10          | 204.00 km   | 50          | 38          |
| 7 | Rally di Sanremo (12-13 ottobre)                  | 3     | Stefano Albertini  | Peugeot 207 S2000 | 2:22:11.9 | 10          | 204.00 km   | 50          | 38          |
| |                                                   |       |                    |                   |           |             |             |             |             |
| 8 | Rally Costa Smeralda (16-17 novembre)             | 1     | Paolo Andreucci    | Peugeot 207 S2000 | 1:19:01.0 | 9           | 116.97 km   | 30          | 18          |
| 8 | Rally Costa Smeralda (16-17 novembre)             | 2     | Umberto Scandola   | Škoda Fabia S2000 | 1:19:40.7 | 9           | 116.97 km   | 30          | 18          |
| 8 | Rally Costa Smeralda (16-17 novembre)             | 3     | Stefano Albertini  | Peugeot 207 S2000 | 1:20:55.5 | 9           | 116.97 km   | 30          | 18          |
| *La 96 Targa-Florio è stata sospesa a causa dell'incidente in cui ha perso la vita il navigatore Gareth Roberts nel corso della prova speciale N°8. |                                                   |       |                    |                   |           |             |             |             |             |

### Classifica campionato piloti assoluta
| Pos | Pilota               | CIO | MMM | ADR | TFL | SCR | SMC | SRE | CSM | Pts     |
| --- | -------------------- | --- | --- | --- | --- | --- | --- | --- | --- | ------- |
| 1   | Paolo Andreucci      | 25  | 18  | 25  | 15  | 25  | 18  | 12  | 25  | 163/151 |
| 2   | Umberto Scandola     | 18  | 15  | 18  | 18  | 18  | 25  | RIT | 18  | 130     |
| 3   | Stefano Albertini    |     | 10  | 12  |     | 15  | 12  | 15  | 15  | 79      |
| 4   | Giandomenico Basso   |     | 25  |     | 25  |     |     | 25  |     | 75      |
| 5   | Alessandro Perico    | 15  | RIT | 8   | 10  |     | 15  | 18  |     | 66      |
| 6   | Matteo Gamba         | 12  | 12  | 15  | 12  | 12  |     |     |     | 63      |
| 7   | Simone Campedelli    | 8   | 6   | 10  | 8   | 10  | NP  | 10  |     | 52      |
| 8   | Andrea Nucita        | 4   | RIT | 2   | 4   | 4   | NP  | 6   |     | 20      |
| 9   | Massimiliano Rendina |     |     | 4   | 6   | 8   | NP  | RIT |     | 18      |
| 10  | Mikko Pajunen        |     |     | 6   | 2   | 6   | NP  | RIT |     | 14      |
| 11  | Giacomo Cunial       |     |     |     |     | 2   | 10  |     |     | 12      |
| 11  | Fabrizio Andolfi     |     | 2   |     | 1   | 1   | NP  | 8   |     | 12      |
| 13  | Eddie Sciessere      | 10  | RIT |     |     |     |     |     |     | 10      |
| 14  | Marco Signor         | RIT | 8   |     |     |     |     |     |     | 8       |
| 15  | Michele Tassone      | -   | 4   |     |     |     |     | 4   |     | 8       |
| 16  | Ivan Ferrarotti      | 6   | RIT | RIT |     |     |     |     |     | 6       |
| 17  | Andrea Carella       | 1   | RIT | 1   |     |     |     | 2   |     | 4       |
| 18  | Gabriele Cogni       | 2   |     | RIT |     |     |     |     |     | 2       |
| 19  | Alessandro Bosca     | /   | 1   | RIT |     |     |     |     |     | 1       |
| Pos | Pilota               | CIO | MMM | ADR | TFL | SCR | SMC | SRE | CSM | Pts     |